# 한국상담대학원대학교
한국상담대학원대학교(韓國相談大學院大學校, Korea Counseling Graduate University)는 서울특별시 서초구에 있는 사립 대학원대학이다.

## 연혁
2009년 7월 14일, 학교법인 우천학원의 이혜성에 의하여 한국상담대학원대학교가 설립되었다. 이듬해 3월 2일 개교하여 현재에 이르고 있다.

## 교육편제
한국상담대학원대학교는 전문대학원 과정으로, 석사 1학과, 박사 1힉과로 상담심리학과 단일 과정으로 운영하고 있다.

## 캠퍼스 풍경
한국상담대학원대학교는 서울특별시 소재 사립 대학으로, 서초동에 캠퍼스를 두고 있다. 캠퍼스는 1동의 건축물이 위치한다. 효령로를 통해 접근이 가능하다. 

## 같이 보기
- 서울상담심리대학원대학교 (구 용문상담심리대학원대학교. 상담심리학과.)
- 치유상담대학원대학교 (가족상담학과, 기독교전인치유상담학과)
- 서울불교대학원대학교 (상담심리학과)